# Populus hyrcana
Populus hyrcana är en videväxtart som beskrevs av Aleksandr Alfonsovitj Grossgejm. Populus hyrcana ingår i släktet popplar, och familjen videväxter. Inga underarter finns listade i Catalogue of Life.